# Sathrophylliopsis truncatipennis
Sathrophylliopsis truncatipennis är en insektsart som beskrevs av Max Beier 1944. Sathrophylliopsis truncatipennis ingår i släktet Sathrophylliopsis och familjen vårtbitare. Inga underarter finns listade i Catalogue of Life.